# Старий Клюком
Старий Клюком (пол. Stary Klukom, нім. Alt Klücken) — село в Польщі, у гміні Хощно Хощенського повіту Західнопоморського воєводства.
Населення — 322 особи (2011).
У 1975-1998 роках село належало до Гожовського воєводства.

## Демографія
Демографічна структура станом на 31 березня 2011 року:
|          | Загалом | Допрацездатний вік | Працездатний вік | Постпрацездатний вік |
| -------- | ------- | ------------------ | ---------------- | -------------------- |
| Чоловіки | 164     | 35                 | 115              | 14                   |
| Жінки    | 158     | 40                 | 87               | 31                   |
| Разом    | 322     | 75                 | 202              | 45                   |